# الشعاميط (يافع)

تعديل مصدري - تعديل

الشعاميط هي إحدى قرى عزلة لبعوس بمديرية يافع التابعة لمحافظة لحج، بلغ تعداد سكانها 436 نسمة حسب تعداد اليمن لعام 2004.